# Mesocapromys sanfelipensis
Хутія Сан-Феліпе (Mesocapromys sanfelipensis) — вид гризунів родини хутієвих. Вид знаходиться у критичному стані, останній раз його бачили в 1978 році. Знайдений на невеликому острові поблизу Куби. Здається надає перевагу прибережним заростям лісу.